# 鄭明善
鄭 明善（チョン・ミョンソン、朝鮮語: 정명선、1894年10月7日 - 1973年9月以前（没年不詳））は、満洲、日本統治時代の朝鮮および大韓民国の実業家、政治家。韓国の鉱山王で、第3代韓国国会議員。本名は鄭 甲生（チョン・ガプセン、정갑생）。

## 経歴
漢城府（現・ソウル特別市）または忠南青陽出身。漢文修学。満洲東三省鉱山技術顧問、朝鮮製錬管理人・社長、大韓鉱業理事長、韓国鉱業振興常任顧問、大明商事社長、大明鉱業社長、蔚珍鉱山社長、甕津鉱山・富寧青岩鉱山・定平龍上鉱山・洪川大明鉱山・公州大明黒鉛鉱山経営者、大韓鉱業協会理事長、国会外務委員を務めた。

## エピソード
国会議員在任中に目立つ活動はなかったが、一時商工部長官説が上がった。
鄭が社長を務めた大明鉱業からは玄梧鳳などの政治家も出た。